# الجبهة الشعبية المتحدة
الجبهة الشعبية المتحدة كان حزبًا سياسيًا عراقيًا. تأسس الحزب في أبريل 1951. كان أول رئيس للحزب رئيس الوزراء السابق طه الهاشمي، الذي خلفه لاحقًا محمد رضا الشبيبي، الذي كان نائبًا لرئيس الحزب في عهد الهاشمي. وكان من بين الأعضاء البارزين مزاحم الباجه جي ونصرت الفارسي وعبد الرزاق الظاهر.
ومع أن الحزب قد أمر أعضاءه رسميًا بعدم الترشح في انتخابات عام 1953، فقد فاز أعضاء الحزب فيها بـ11 مقعد. خدم العديد من هؤلاء الأعضاء في أول حكومة لرئيس الوزراء محمد فاضل الجمالي. خسر الحزب جميع مقاعده باستثناء مقعد واحد في انتخابات يونيو 1954، مع أنه فاز بمقعد آخر في انتخابات سبتمبر 1954.
تم حل الحزب في 22 سبتمبر 1954، بعد عشرة أيام من انتخابات سبتمبر، إلى جانب حزب الاستقلال، وحزب الأمة الاشتراكي عقب تطبيق قانون جديد يحكم الجمعيات القانونية. زعمت الحكومة أن الأحزاب كانت تشجع الناس على التمرد ضد الحكومة، وأنها كانت تضع مصالح الحزب على المصالح الوطنية.